# Taipé Chinês nos Jogos Olímpicos de Verão de 1984
O Taipé Chinês competiu nos Jogos Olímpicos de Verão de 1984, realizados em Los Angeles, Estados Unidos.